# Westbrook, Minnesota
Westbrook är en ort i Cottonwood County i delstaten Minnesota, USA.